# ديك سلمي
ديك سلمي (بالإنجليزية: Dick Selma)‏ هو لاعب كرة قاعدة أمريكي، ولد في 4 نوفمبر 1943 في سانتا آنا في الولايات المتحدة، وتوفي في 29 أغسطس 2001 في كلوفيس في الولايات المتحدة بسبب سرطان الكبد.

## وصلات خارجية
- ديك سلمي على موقع دوري كرة القاعدة الرئيسي (الإنجليزية)
- ديك سلمي على موقعبيزبول رفرنس.كوم (الدوري الرئيسي) (الإنجليزية)
- ديك سلمي على موقعبيزبول رفرنس.كوم (الدوري الثانوي) (الإنجليزية)
- ديك سلمي على موقع جمعية أبحاث البيسبول الأمريكية (الإنجليزية)
- ديك سلمي على موقع إي إس بي إن.كوم (أم.أل.بي) (الإنجليزية)
- ديك سلمي على موقع مشجعي الرسوم البيانية (الإنجليزية)